# Ugo Ihemelu
Ugochukwu Ihemelu (Enugu, 3 aprile 1983) è un ex calciatore nigeriano naturalizzato statunitense, di ruolo difensore.

## Palmarès

### Competizioni nazionali
- U.S. Open Cup: 1

Los Angeles Galaxy: 2005
- Campionato MLS: 1

Los Angeles Galaxy: 2005